# Joe Redmond
Joseph Patrick Redmond, detto Joe (Tallaght, 23 gennaio 2000), è un calciatore irlandese, difensore del St Patrick's, di cui è il capitano.

## Biografia
È il cugino del calciatore Stephen Quinn.

## Carriera

### Club
Cresciuto nel settore giovanile del Birmingham City, in cui è approdato nel 2016, il 31 gennaio 2020 viene ceduto in prestito al Cork City, con cui inizia la carriera professionistica; resta con il Rebel Army fino al successivo mese di maggio. L'11 agosto 2021, dopo essere rimasto svincolato, viene tesserato fino al termine della stagione dal Drogheda United; il 18 dicembre seguente passa al St Patrick's. Con i Saints si impone subito come titolare nel ruolo, diventando nel luglio del 2022 il nuovo capitano della squadra; il 12 novembre 2023 vince la Coppa d'Irlanda, quinta affermazione nella storia del club.

### Nazionale
Ha giocato nelle nazionali giovanili irlandesi Under-16, Under-17, Under-18 ed Under-21.

## Statistiche

### Presenze e reti nei club
Statistiche aggiornate al 1º agosto 2025.
| Stagione            | Squadra             | Campionato          | Campionato | Campionato | Coppe nazionali | Coppe nazionali | Coppe nazionali | Coppe continentali | Coppe continentali | Coppe continentali | Altre coppe | Altre coppe | Altre coppe | Totale | Totale |
| Stagione            | Squadra             | Comp                | Pres       | Reti       | Comp            | Pres            | Reti            | Comp               | Pres               | Reti               | Comp        | Pres        | Reti        | Pres   | Reti   |
| ------------------- | ------------------- | ------------------- | ---------- | ---------- | --------------- | --------------- | --------------- | ------------------ | ------------------ | ------------------ | ----------- | ----------- | ----------- | ------ | ------ |
| gen.-mag. 2020      | Cork City           | PD                  | 5          | 0          | CI              | -               | -               | -                  | -                  | -                  | -           | -           | -           | 5      | 0      |
| ago.-dic. 2021      | Drogheda Utd        | PD                  | 13         | 1          | CI              | -               | -               | -                  | -                  | -                  | -           | -           | -           | 13     | 1      |
| 2022                | St Patrick's        | PD                  | 36         | 1          | CI              | 1               | 0               | UECL               | 4                  | 0                  | PC          | 1           | 0           | 42     | 1      |
| 2023                | St Patrick's        | PD                  | 20         | 3          | CI              | 5               | 0               | -                  | -                  | -                  | -           | -           | -           | 25     | 3      |
| 2024                | St Patrick's        | PD                  | 32         | 4          | CI              | 1               | 0               | UCoL               | 6                  | 1                  | PC          | 1           | 0           | 40     | 5      |
| 2025                | St Patrick's        | PD                  | 25         | 1          | CI              | 0               | 0               | UCoL               | 4                  | 1                  | -           | -           | -           | 29     | 2      |
| Totale St Patrick's | Totale St Patrick's | Totale St Patrick's | 113        | 9          |                 | 7               | 0               |                    | 14                 | 2                  |             | 2           | 0           | 139    | 11     |
| Totale carriera     | Totale carriera     | Totale carriera     | 131        | 10         |                 | 7               | 0               |                    | 14                 | 2                  |             | 2           | 0           | 154    | 12     |

## Palmarès

### Club

#### Competizioni nazionali
- FAI Cup: 1

St Patrick's: 2023